# Обад
Обад (лат. Tabanus) је род паразитских коњских двокрилаца из породице Tabanidae. Женке имају маказичаст усни апарат који служи за продирање кроз кожу. Након тога, они се хране крвљу. Обади овог рода су познати као потенцијални преносиоци антракса, црва и трипаносома. Неке врсте, попут говеђег обада (Tabanus bovinus), радије се хране крвљу говеда и мање су штетне за људе. Њихов род чине стотине врста и многе групе врста, укључујући:

## Врсте
| - T. aar Philip, 1941 - T. abactor Philip, 1936 - T. abditus Philip, 1941 - T. abdominalis Fabricius, 1805 - T. acer Brethes, 1910 - T. acutus - T. aegrotus Osten Sacken, 1877 - T. albifrons Szilady, 1914 - T. americanus - T. aranti Hays, 1961 - T. armenicus Szilady, 1926 - T. atratus Fabricius, 1775 - T. autumnalis Linnaeus, 1761 - T. barbarus Coquebert, 1804 - T. bifarius Loew, 1858 - T. bigoti Bellardi, 1859 - T. birdiei Whitney, 1914 - T. bishoppi Stone, 1933 - T. bivari Travassos Santos Dias, 1985 - T. boharti Philip, 1950 - T. bovinus Linnaeus 1758 - T. brancoi Travassos Santos Dias, 1989 - T. brassofortei Dias, 1980 - T. briani Rohdendorf, 1937 - T. bromius Linnaeus 1758 - T. brunneocalosus - T. burgeri - T. caenosus Buger, 1974 - T. calens Linnaeus 1758 - T. castellanus - T. catenatus Walker, 1848 - T. caucasicus - T. cayensis Fairchild, 1935 - T. cazieri Philip, 1954 - T. cheliopterus Róndani, 1850 - T. chrysurus Johnston & Tiegs, 1921 - T. cingulatus - T. claripennis Bigot, 1892 - T. clenchi Bequaert, 1940 - T. coarctatus Stone, 1935 - T. colchidicus Bezzi, 1923 - T. colombensis Macquart, 1846 - T. commixtus Walker, 1860 - T. conterminus - T. copemani Austen, 1912 - T. cordiger Meigen, 1820 - T. craverii Bellardi, 1859 - T. cruzesilvai Dias, 1980 - T. cuculus Szilady, 1923 - T. cymatophorus Osten Sacken, 1876 - T. daedalus - T. darimonti Salem, 1946 - T. darlingtoni Bequaert, 1940 - T. decipiens - T. defilippii Bellardi, 1859 - T. derivatus - T. dietrichi Pechuman, 1956 - T. divulsus - T. dorsifer Walker, 1860 - T. dorsonotatus Macquart, 1847 - T. eadsi Philip, 1962 - T. eggeri Lopes, 1938 - T. endymion Osten Sacken, 1878 | - T. equalis Hine, 1923 - T. erythraeus - T. eurycerus Philip, 1937 - T. exclusus Blanchard, 1939 - T. exilipalpis Stone, 1938 - T. fairchildi Stone, 1938 - T. ferrugineus Blanchard, 1939 - T. flocculus Bequaert, 1940 - T. fraseri Lahille, 1907 - T. fratellus Williston, 1887 - T. fronto Osten Sacken, 1876 - T. fulvicallus Philip, 1931 - T. fulvilineis Philip, 1957 - T. fulvimedioides Hall, 1938 - T. fulvulus Wiedemann, 1828 - T. fumipennis Wiedemann, 1828 - T. furunculus Williston, 1901 - T. fuscicostatus Hine, 1906 - T. fuscofasciatus Macquart, 1838 - T. fusconervosus Macquart, 1838 - T. fuscopunctatus Macquart, 1850 - T. fuscus Wiedemann, 1819 - T. gilanus Townsend, 1897 - T. gladiator Stone, 1935 - T. glaucomaculis Philip, 1978 - T. glauconotatus Philip, 1954 - T. glaucopis Meigen, 1820 - T. gracilis Wiedemann, 1828 - T. guttatus Megerle, 1803 - T. guyanensis Macquart, 1846 - T. gymnorhynchus Fairchild, 1980 - T. haitiensis Kröber, 1931 - T. helenicus - T. holtzianus - T. howdeni - T. iber Peus, 1980 - T. ilharcoi Travassos Santos Dias, 1991 - T. imitans Walker, 1848 - T. importunus Wiedemann, 1828 - T. indrae Enderlein, 1934 - T. iyoensis Verves, 1991 - T. johnsoni Hine, 1907 - T. kesseli Philip, 1950 - T. kinoshitai Kono & Takahasi, 1939 - T. kisliuki Stone, 1940 - T. lacustris Stone, 1935 - T. laticeps - T. laticornis Hine, 1904 - T. lavandoni Robineau-Desvoidy, 1830 - T. leleani Robineau-Desvoidy, 1830 - T. leucomelas Walker, 1848 - T. limbatineuris Macquart, 1847 - T. lineola Fabricius, 1794 - T. loukashkini Robineau-Desvoidy, 1863 - T. luizae Travassos Santos Dias, 1979 - T. lunatus Robineau-Desvoidy, 1863 - T. maculicornis Zetterstedt, 1842 - T. marginalis Fabricius, 1805 - T. martinii Krober, 1928 - T. melanocerus Wiedemann, 1828 - T. miki Brauer, 1880 - T. molestus Say, 1823 | - T. monops Bequaert, 1940 - T. mularis Stone, 1935 - T. nebulosus Geer, 1776 - T. nemoralis Meigen, 1820 - T. nigrescens Palisot de Beauvois, 1809 - T. nigripes Wiedemann, 1821 - T. nigrovittatus Macquart, 1847 - T. nipponicus - T. novaescotiae Macquart, 1847 - T. obsolescens Pandellé, 1883 - T. occidentalis Linnaeus 1758 - T. olympius Peus, 1980 - T. pallidescens Philip, 1936 - T. paradoxus Jaennicke, 1866 - T. petiolatus Hine, 1917 - T. portschinskii Olsufjev, 1937 - T. prometheus Szilady, 1923 - T. proximus Walker, 1848 - T. pseudolunatus Baranov, 1926 - T. pullulus Austen, 1912 - T. pumilus Macquart, 1838 - T. pungens Wiedemann, 1828 - T. quaesitus Stone, 1938 - T. quatuornotatus Meigen, 1820 - T. quinquevittatus Wiedemann, 1821 - T. rectus Senior-White, 1924 - T. regularis Senior-White, 1924 - T. rousselii Salem, 1946 - T. rubioi Travassos Santos Dias, 1987 - T. rufidens Lopes, 1967 - T. rupium - T. sabuletorum Loew, 1874 - T. sackeni Fairchild, 1934 - T. sapporoensis Shiraki, 1918 - T. shannonellus Krober, 1936 - T. similis - T. smirnovi Rohdendorf, 1963 - T. sorbillans - T. sparus Whitney, 1879 - T. spectabilis Ho, 1932 - T. spodopteroides Walker, 1856 - T. spodopterus Walker, 1864 - T. stygius Say, 1823 - T. subcaeruleus Peus, 1980 - T. subparadoxus Ho, 1932 - T. subsimilis Bellardi, 1859 - T. sudeticus Zeller, 1842 - T. sulcifrons Macquart, 1855 - T. superjumentarius Whitney, 1879 - T. taygetus Peus, 1980 - T. tendeiroi Dias, 1980 - T. tenuicornis Macquart, 1838 - T. tergestinus Enderlein, 1928 - T. tinctus Walker, 1850 - T. triangulum Wiedemann, 1828 - T. trigeminus - T. trimaculatus Palisot de Beauvois, 1806 - T. unifasciatus - T. unilineatus Loew, 1852 - T. varelai Dias, 1980 - T. wilkersoni Fairchild, 1983 - T. wokei Fairchild, 1983 - T. zythicolor Philip, 1936 |